# Taylor Townsend
Taylor Townsend (n. 16 aprilie 1996, Chicago, Illinois, SUA) este o tenismenă profesionistă americană.
Cea mai înaltă poziție în clasamentul WTA la simplu este locul 46 mondial, în august 2024, iar la dublu locul 5 mondial, în iunie 2023. Townsend a câștigat două titluri de Grand Slam la dublu feminin, Wimbledon Championships 2024 și Australian Open 2025 împreună cu partenera sa Kateřina Siniaková. A câștigat alte cinci titluri de dublu în circuitul WTA și a ajuns în alte două finale majore: US Open 2022 (cu Caty McNally) și French Open 2023 (cu Leylah Fernandez).
A fost desemnată campioană mondială Campioni Mondiali ITF pentru juniori în 2012 pentru că a terminat anul pe locul 1 în clasamentul fetelor, devenind prima jucătoare americană care a făcut acest lucru din 1982. În acel an, a câștigat titlurile de juniori la Australian Open atât la simplu, cât și la dublu, și are trei din cele patru titluri de Grand Slam la dublu pentru juniori în total.